# Laurent Fressinet
Laurent Fressinet (* 30. November 1981 in Dax) ist ein führender französischer Schachgroßmeister.

## Leben
Als 8-Jähriger lernte Fressinet die Schachregeln. 1995 wurde er in Verdun Dritter der Europameisterschaft und in São Lourenço (Brasilien) Vizeweltmeister in der Kategorie U14, 1999 ebenfalls Vizeweltmeister in der Kategorie U18. 2001 gewann er ein bedeutendes Schnellschachturnier in Paris durch einen 3,5-2,5-Finalsieg über Ex-Weltmeister Boris Spasski. 2003 wurde er Zweiter in Belfort, 2004 siegte er in Andorra. 2010 gewann er erstmals die französische Landesmeisterschaft, nachdem er 2004 und 2006 jeweils Vizemeister war. 2014 wurde er zum zweiten Mal Meister.
Am Schach-Weltpokal nahm Fressinet 2007, 2009, 2011, 2013, 2015 und 2017 teil. 2014 wurde er in Baden-Baden der erste Schach-Tennis-Weltmeister.
Fressinet ist mit der Großmeisterin Almira Scripcenco verheiratet, mit der er seit Januar 2007 eine Tochter hat.

## Mannschaftsschach

### Nationalmannschaft
Seit 2000 nahm Fressinet für Frankreich an neun Schacholympiaden (2000, 2004, 2006, 2008, 2010, 2012, 2014, 2016 und 2018) teil, dabei gewann er 2016 die Einzelwertung am vierten Brett. Von 1999 bis 2011 sowie 2015 und 2017 nahm er an neun Mannschaftseuropameisterschaften teil, dabei erreichte er 2001 in León sowohl mit der Mannschaft als auch in der Einzelwertung der Reservespieler den zweiten Platz, 2005 in Göteborg sowohl mit der Mannschaft als auch in der Einzelwertung am vierten Brett den dritten Platz.

### Vereinsschach

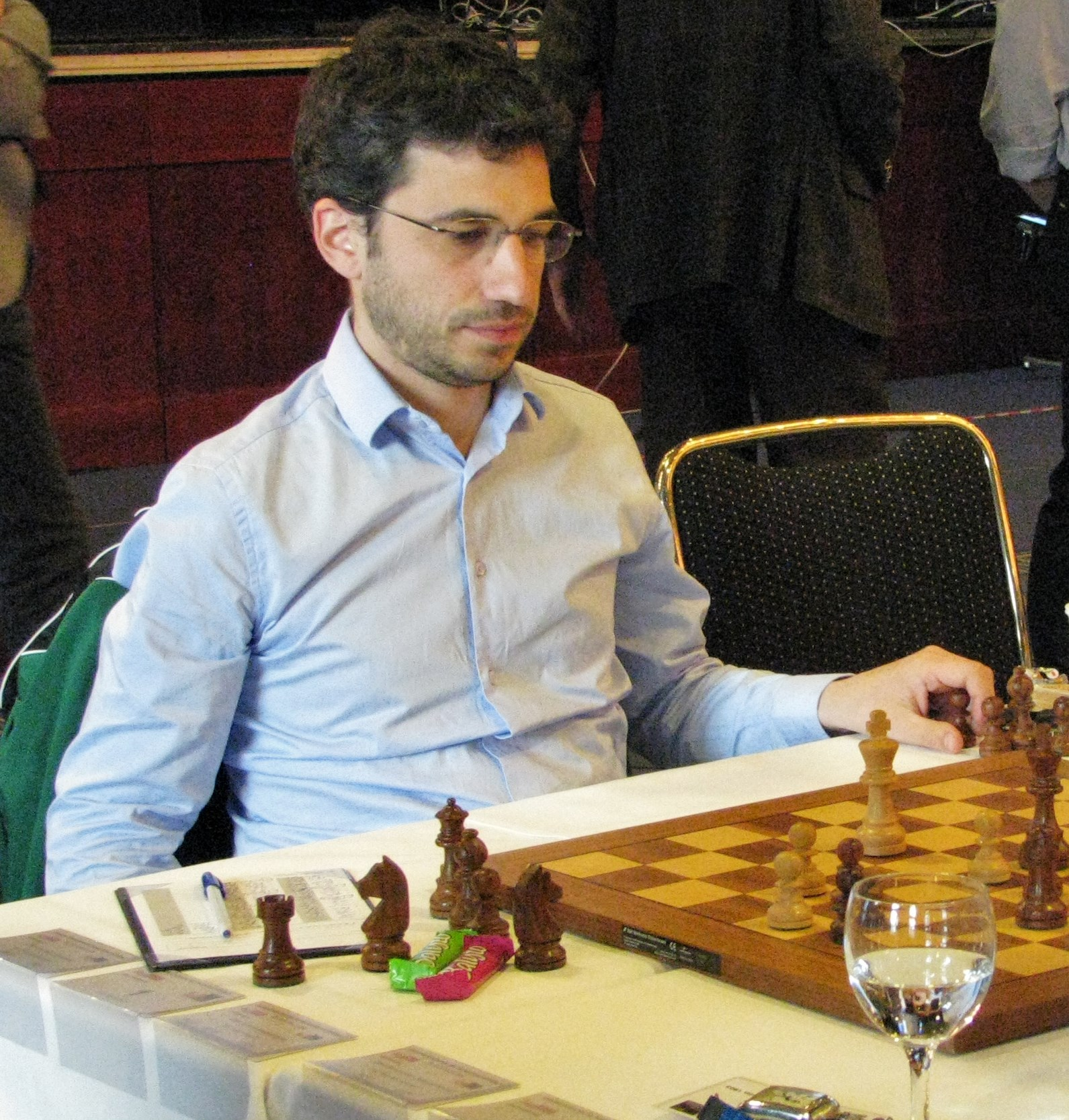
Für Werder Bremen bei der Bundesliga-Finalrunde 2017 in Berlin

In Frankreich spielte Fressinet bis 2006 für NAO Paris, mit dem er 2003, 2004, 2005 und 2006 französischer Mannschaftsmeister wurde, anschließend bis 2018 für Clichy-Echecs-92, mit dem er 2007, 2008, 2012, 2013, 2014, 2016 und 2017 Meister wurde, und seit 2019 für die Mannschaft von Bischwiller, mit der er 2019 den Titel gewann.
In der deutschen Schachbundesliga spielte Fressinet in der Saison 2001/02 für die SG 1868-Aljechin Solingen, in der Saison 2002/03 beim Lübecker Schachverein von 1873, mit dem er deutscher Mannschaftsmeister wurde, in der Saison 2006/07 für den SC Remagen. Seit der Saison 2007/08 spielt er für Werder Bremen. In der Schweizer Nationalliga A spielt er seit 2012 für Mendrisio. Die britische Four Nations Chess League gewann Fressinet 2013, 2016, 2017, 2018 und 2019 mit der Mannschaft von Guildford A&DC, bei der er bereits in der Saison 2005/06 zum Einsatz kam.
Die niederländische Meesterklasse gewann Laurent Fressinet 2006 mit U-Boat Worx/De Variant Breda. In Belgien spielte er von 2005 bis 2007 bei Royal Namur Echecs, in der Saison 2011/12 beim Meister Cercle des Echecs de Charleroi und seit der Saison 2015/16 für den Koninklijke Gentse Schaakkring Ruy Lopez, mit dem er 2016 Meister wurde. In der spanischen Mannschaftsmeisterschaft spielte er 2004 für den Meister CA Intel-Tiendas UPI Mancha Real, 2012, 2014 und 2015 für die Mannschaft von Sestao XT, mit der er 2012 den Titel gewann. In der ungarischen Mannschaftsmeisterschaft spielte Fressinet in der Saison 2019/20 für den MTK Budapest.
Am European Club Cup nahm Fressinet in den Jahren 2002 bis 2005 mit NAO Paris teil (wobei er 2003 und 2004 mit der Mannschaft gewann und 2005 den dritten Platz erreichte), 2007 mit Clichy-Echecs-92, 2009 und 2010 mit Werder Bremen sowie 2014 mit Obiettivo Risarcimento Padova.